# Lambris

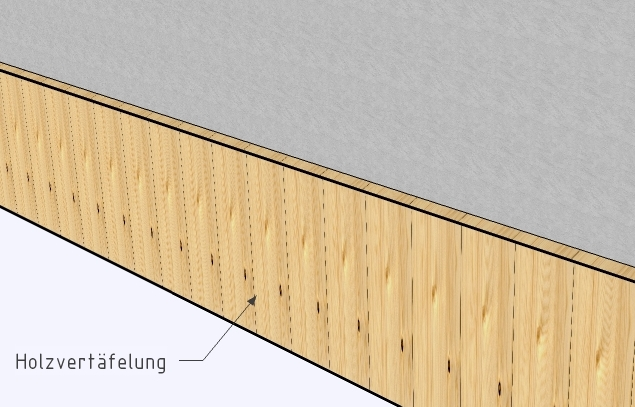
Holzvertäfelung an einer Wand

Der oder auch die Lambris (frz.; Aussprache: [lã 'bri:]; seltener die Lamperie oder die Lambrie) bezeichnet eine Verkleidung des unteren Bereichs der Wand in Innenräumen.
Das Bauteil kann aus Holz, PVC, Marmor oder Stuck bestehen. Die Lambris wird in der Regel nach unten durch eine Fußleiste und nach oben mit einer horizontalen (Holz-)Leiste abgeschlossen. Bei vertäfelten Ausführungen etwa aus Holz oder einem Kunststoff werden zwischen Fußleiste und Abschlussleiste Paneele angebracht.

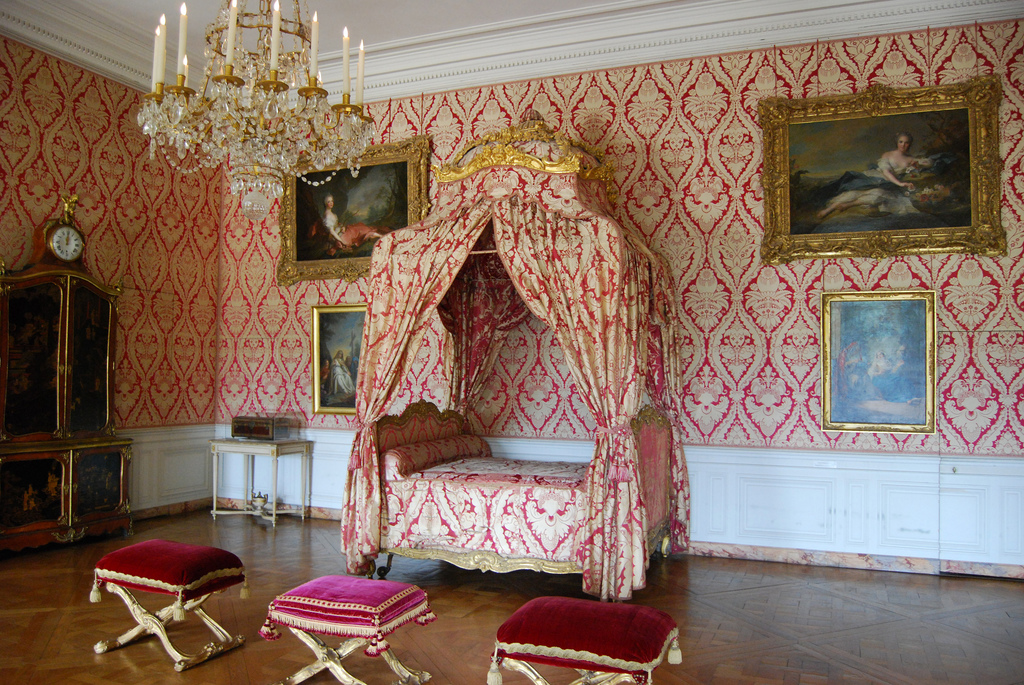
Chambre de la Dauphine im Schloss Versailles, 18. Jahrhundert (Rekonstruktion). Über einem weißen Lambris aus Holz ist eine Seidenwandbespannung angebracht.

Lambris dienten historisch als innenseitige Wärmedämmung, Feuchte- und Schimmelflecken aufgrund aufsteigender Feuchtigkeit der Wand (Mauerwerk) konnten so kaschiert werden. Sie dienten auch der Verkleidung von Kabeln und Rohren der technischen Gebäudeinstallation und zum Schutz vor mechanischen Beschädigungen durch Stuhlbeine oder -lehnen. Man findet sie in öffentlichen Gebäuden wie Schulen und Gerichtsgebäuden, aber auch an Theken in Gaststätten (zum Beispiel in Irland) zur Schonung des Tresens.
Bei Holzverkleidungen werden die Paneele üblicherweise nicht direkt an der Wand befestigt, sondern auf eine Unterkonstruktion genagelt. Die einzelnen Holztafeln können dabei waagrecht oder senkrecht angebracht werden. Marmorplatten werden mit Mörtel an die Wand geklebt. Die Verkleidung mit Stuck ist besonders aufwendig. PVC ist dagegen billig, einfach zu verarbeiten und auch widerstandsfähig, jedoch auch gesundheitsschädlich.

## Geschichte

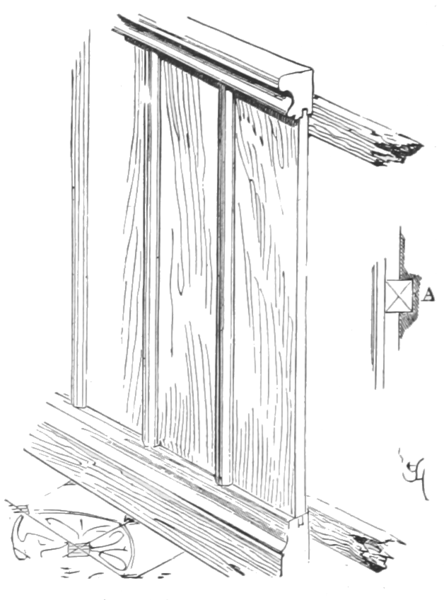
Eugène Viollet-le-Duc: Schematische Zeichnung eines mittelalterlichen Lambris, 1868.

Laut Eugène Viollet-le-Duc bezeichnete Lambris im Mittelalter ausschließlich Wandverkleidungen aus Brettern. Auch die Bretterverkleidung von Dachstühlen und Zimmerdecken, teils mit Malereien oder Schnitzereien verziert, haben in Frankreich anfänglich diese Bezeichnung getragen. Hüfthohe Holzvertäfelungen in Sälen und Wohnräumen reicher Bevölkerungsschichten schlossen an Tapisserien im oberen Wandbereich an, die gemeinsam der Kälteisolation dienten.
Zu Beginn des 18. Jahrhunderts waren die Wände aristokratischer Räume entweder verputzt und mit Stuck verziert, deckenhoch mit verzierten Holzpaneelen vertäfelt oder wiesen einen Lambris und eine textile Wandbespannung auf. Im frühen 19. Jahrhundert waren Lambris und Holzvertäfelungen zunehmend in nachrangigen Räumen zu finden, die Wände der Haupträume wurden nun verputzt.

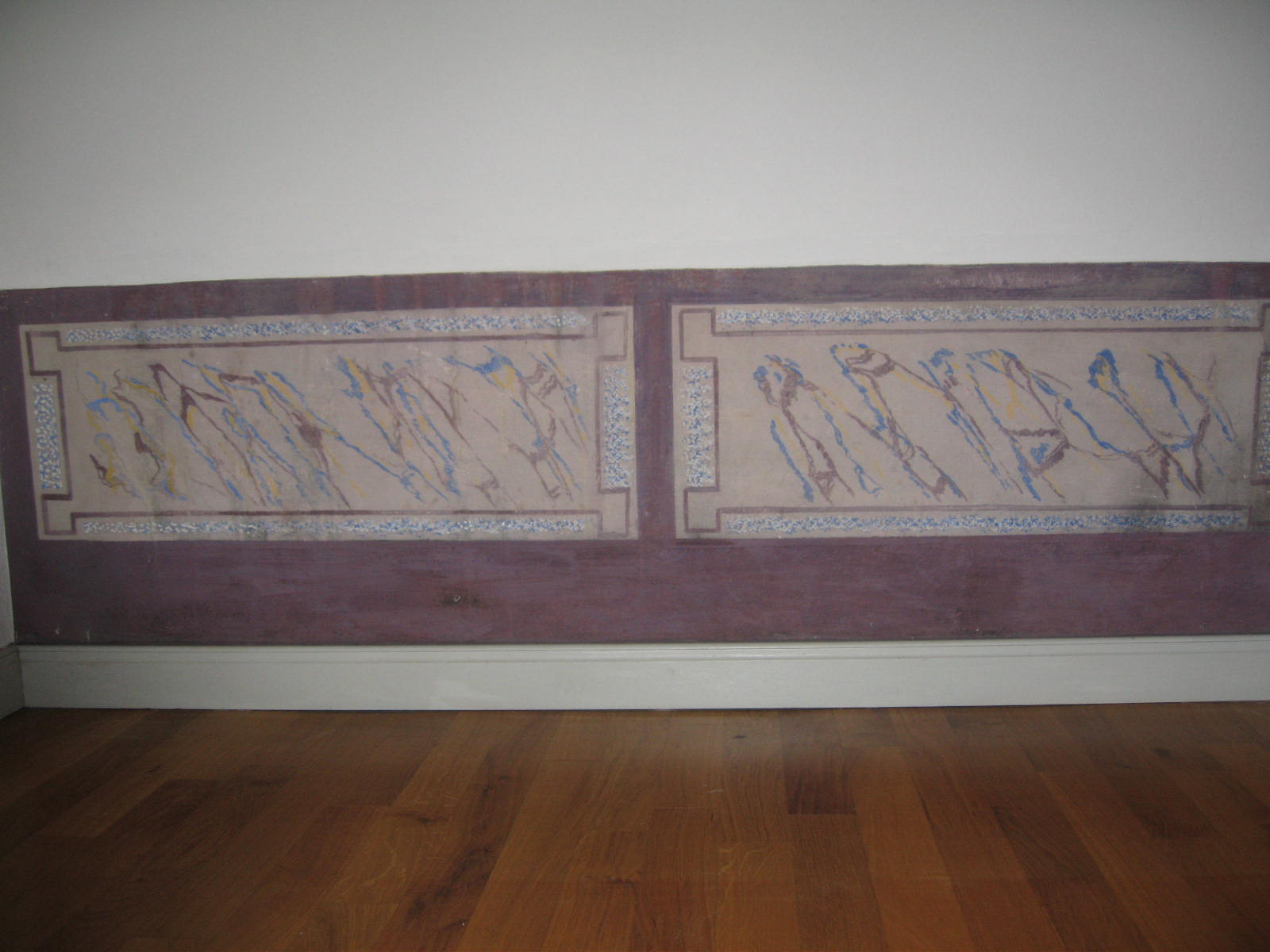
Wandmalerei im Hetzgeshof, einen Marmorlambris imitierend, vermutlich zweite Hälfte des 18. Jahrhunderts.

In gehobenen privaten Gebäuden fanden sich an der Wende vom 19. zum 20. Jahrhundert Lambris, z. B. in Fluren oder Treppenhäusern. In dieser Zeit waren für die Lambris auch Linkrusta-Wandverkleidungen beliebt, ein mit plastischen Ornamenten versehenes, linoleumähnliches Material, das aufgeklebt wurde. In der einfachsten Variante wurde die Lambris lediglich durch einen Ölsockel, einen widerstandsfähigen Anstrich aus Ölfarbe gebildet, der häufig eine Holz- oder Marmorverkleidung imitierte. Seltener wurden auch Bespannungen aus Stoff oder Wachstuch verwendet, die meist auf Spannrahmen aus Holzleisten fixiert waren oder auf an der Wand befestigte Leisten genagelt wurden.